# 후루타 시게카쓰
후루타 시게카쓰(일본어: 古田重勝 ふるた しげかつ[*], 에이로쿠 3년(1560년) ~ 게이초 11년 음력 6월 16일(1606년 7월 20일))는 센고쿠 시대부터 에도 시대 초기까지의 무장, 다이묘이다. 이세 마쓰사카번 초대 번주. 후루타 오리베는 시게카쓰의 백부이다. 부친은 후루타 시게노리이며 그의 장남이다. 조부는 도요토미 히데요시 사후 할복으로 순사했던 후루타 시게사다이다.
시게카쓰 사망당시 시게카쓰의 자식 기쇼마루는 너무 어려 시게카쓰 사후 가독은 시게카쓰의 동생 시게하루가 이었다.

## 생애
후루타 시게노리의 장남으로 미노에서 태어나다. 도요토미 히데요시를 섬겨 오다와라 정벌, 임진왜란 등에 따른다. 분로쿠 4년(1595년)에 히데요시로부터 이세의 마쓰자카성(松坂城)을 부여받아 같은 성의 개수공사에 착수했다.
게이초 5년(1600년), 세키가하라 전투에 앞서 우에스기 가게카쓰 토벌을 위해 아이즈(会津)로 향했지만, 서군 거병의 소식을 듣고 서둘러 귀국했다. 모쿠지키 오고(木食応其)로부터 서군 참가를 주장받았으나 이를 거부하고 마쓰자카성에 가고 나베시마 가쓰시게 등과 대치하였으며, 안노쓰성(安濃津城)에 가고성(篭城)한 도미타 노부타카(富田信高), 분베 미쓰카(分部光嘉)에게 원병 50명을 보내기도 하였다.『니혼센시』(日本戦史)에서는 시게카쓰가 세키가하라 전투에 참전한 것처럼 묘사되어 있으나 시게카쓰는 마쓰자카성에 농성하고 있는 것이 분명하기 때문에 세키가하라에 참전한 것은 후루타 시게하루의 잘못이라고 되어 있다. 전후, 서군을 만류한 공에 의해 2만 석이 가증되어 이세 마츠자카 5만 5000석의 다이묘가 되었다. 에도성의 돌담 공사를 명령받기도 했지만, 게이초 11년(1606년), 에도에서 사망했다.
게이초 8년(1603년) 1월 13일 시게카쓰는 시게나리(주젠)의 다과회(茶会)에 정객(正客)으로 초빙되었다('츠쿠리큐우차카이키'(旁求茶会記)). 상객은 '이나바 쿠란도'(道通), '구레마쓰에치고마모루'(暮松越後守)
사망 후 아들인 시게쓰네(기쇼마루)가 어렸기 때문에 동생 시게하루가 가독을 이었다.
|  | 제1대 마쓰사카번 번주 1600년 ~ 1606년 | 후임 후루타 시게하루 |